# Climat des Deux-Sèvres
Le climat des Deux-Sèvres est un climat océanique.

## Généralités
Les Deux-Sèvres, situées à environ 80 km de l'océan, permettent de profiter d'une influence océanique marquée en toutes saisons. Toutefois, la présence de collines dans le département (la Gâtine) y rend les hivers légèrement plus froids. La Gâtine, comme tout relief, a également une influence sur le régime de précipitations. Elles sont plus importantes à l'ouest du massif, et moins importantes à l'est. D'une manière générale, les hivers sont doux et pluvieux du fait de la proximité du département avec l'océan, et les étés sont plutôt secs, avec des précipitations tombant plutôt sous des orages, et plus chauds dans le sud du département (Niort) que dans le nord-ouest (Gâtine).

## Données
Voici les données mensuelles pour quelques paramètres pour la station de Niort.
| Mois                                  | jan.       | fév.       | mars       | avril     | mai       | juin      | jui.      | août      | sep.      | oct.      | nov.      | déc.       | année |
| ------------------------------------- | ---------- | ---------- | ---------- | --------- | --------- | --------- | --------- | --------- | --------- | --------- | --------- | ---------- | ----- |
| Température minimale moyenne (°C)     | 2,4        | 2,3        | 4          | 5,7       | 9,4       | 12,4      | 14,3      | 14        | 11,6      | 9,3       | 5,1       | 2,9        | 7,8   |
| Température moyenne (°C)              | 5,5        | 6,2        | 8,7        | 10,9      | 14,7      | 18,1      | 20,2      | 20,1      | 17,3      | 13,7      | 8,7       | 5,9        | 12,5  |
| Température maximale moyenne (°C)     | 8,5        | 10         | 13,4       | 16        | 20        | 23,7      | 26,1      | 26,1      | 22,9      | 18        | 12,2      | 8,9        | 17,2  |
| Record de froid (°C) date du record   | −15,1 1987 | −11,2 1986 | −10,7 2005 | −4,8 2008 | 0,2 2010  | 3,4 1989  | 6,6 1993  | 5,8 1988  | 3 2007    | −3,3 1997 | −7 1993   | −10,5 1996 | −15,1 |
| Record de chaleur (°C) date du record | 16,7 1999  | 22,1 1998  | 25,5 2005  | 29,8 2005 | 32,3 2005 | 37,8 2003 | 38,1 1990 | 40,1 2003 | 34,7 2005 | 30 2011   | 21,1 1994 | 22 1996    | 40,1  |
| Ensoleillement (h)                    | 78         | 106        | 158        | 180       | 215       | 243       | 251       | 247       | 203       | 133       | 90        | 75         | 1 980 |
| Précipitations (mm)                   | 84         | 66         | 64         | 71        | 70        | 59        | 56        | 50        | 61        | 97        | 93        | 96         | 867,2 |

| Diagramme climatique                                  |         |         |         |         |            |            |          |            |         |           |          |
| J                                                     | F       | M       | A       | M       | J          | J          | A        | S          | O       | N         | D        |
| 8,52,484                                              | 102,366 | 13,4464 | 165,771 | 209,470 | 23,712,459 | 26,114,356 | 26,11450 | 22,911,661 | 189,397 | 12,25,193 | 8,92,996 |
| Moyennes : • Temp. maxi et mini °C • Précipitation mm |         |         |         |         |            |            |          |            |         |           |          |